# Craig Adams

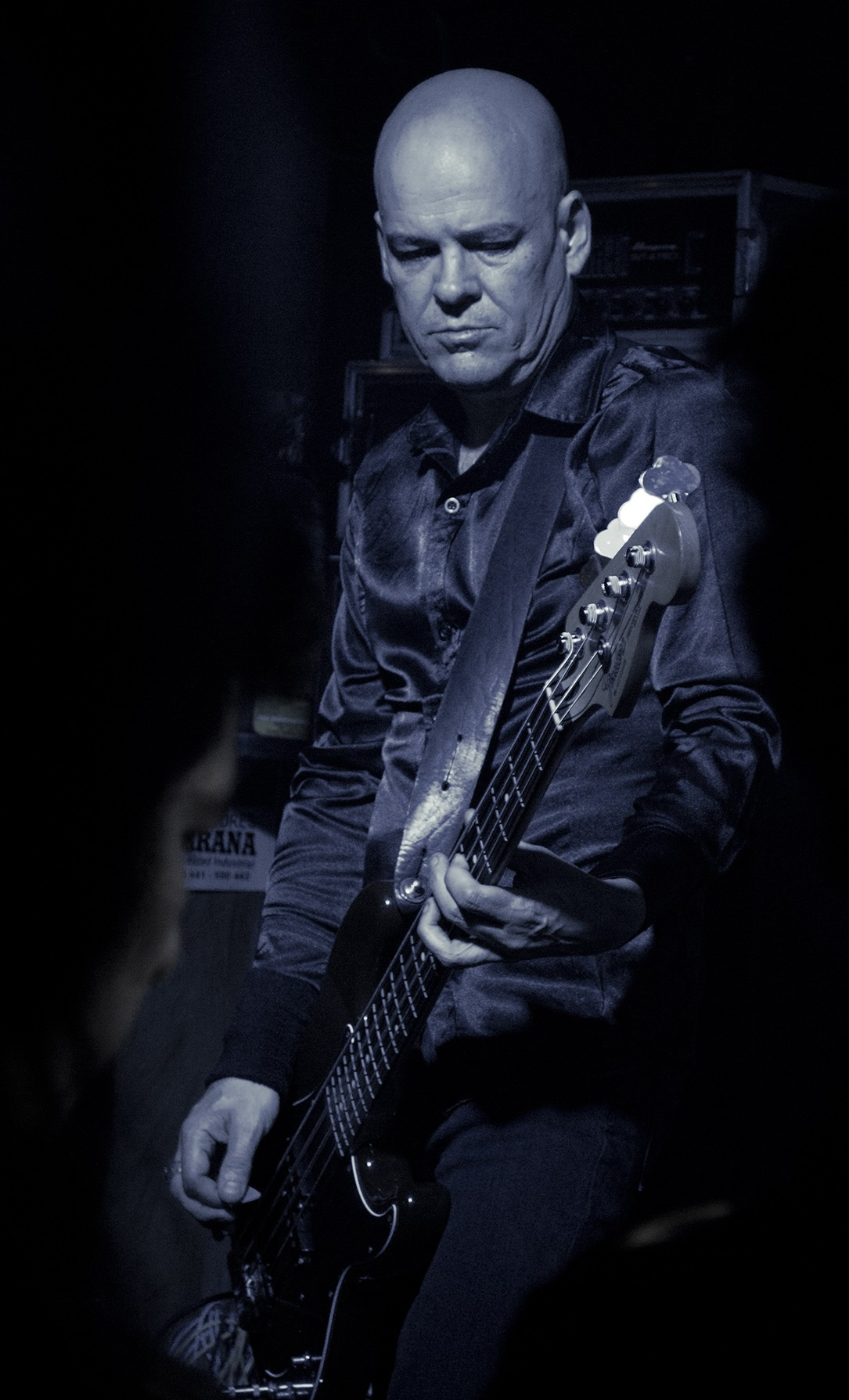
Craig Adams em 2014

Craig David Adams (4 de abril de 1962) é um músico britânico que trabalhou com diversas bandas, mais notoriamente The Expelaires, The Sisters of Mercy, The Mission, The Cult, Coloursound, The Alarm, Spear of Destiny e Theatre of Hate.